# La Croix-aux-Mines
Pour les articles homonymes, voir Croix (homonymie).
Ne doit pas être confondu avec Sainte-Croix-aux-Mines.
La Croix-aux-Mines est une commune française située dans le département des Vosges, en Lorraine, dans la région administrative Grand Est.
Ses habitants sont appelés les Cruciminois.

## Géographie

### Localisation
La commune occupe la haute et étroite vallée de la Morte (ou Morthe), un affluent gauche de la Fave.

#### Communes limitrophes
| Coinches | Ban-de-Laveline    | Ban-de-Laveline |
| Coinches | La Croix-aux-Mines | Ban-de-Laveline |
| Mandray  | Mandray            |                 |

### Géologie et relief
Elle culmine à 1 130 m d'altitude au Rossberg et 1 082 m à la tête des Chats. Le relief a motivé la dispersion du peuplement en plusieurs hameaux, la Behouille, le Chipal, les Grandes Gouttes et Sadey étant les principaux.
C'est une des 201 communes du parc naturel régional des Ballons des Vosges, réparties sur quatre départements : les Vosges, le Haut-Rhin, le Territoire de Belfort et la Haute-Saône.

### Sismicité
Commune située dans une zone 3 de sismicité modérée.

### Hydrographie et les eaux souterraines
Hydrogéologie et climatologie : Système d’information pour la gestion des eaux souterraines du bassin Rhin-Meuse :
Territoire communal : Occupation du sol (Corinne Land Cover); Cours d'eau (BD Carthage),
Géologie : Carte géologique; Coupes géologiques et techniques,
 Hydrogéologie : Masses d'eau souterraine; BD Lisa; Cartes piézométriques.
La commune est située dans le bassin versant du Rhin au sein du bassin Rhin-Meuse. Elle est drainée par la ruisseau la Morte, le ruisseau de Sadey et le ruisseau du Pré de Raves,.
La Morte, d'une longueur totale de 14,3 km, prend sa source dans la commune  et se jette dans la Fave à Neuvillers-sur-Fave, après avoir traversé six communes.

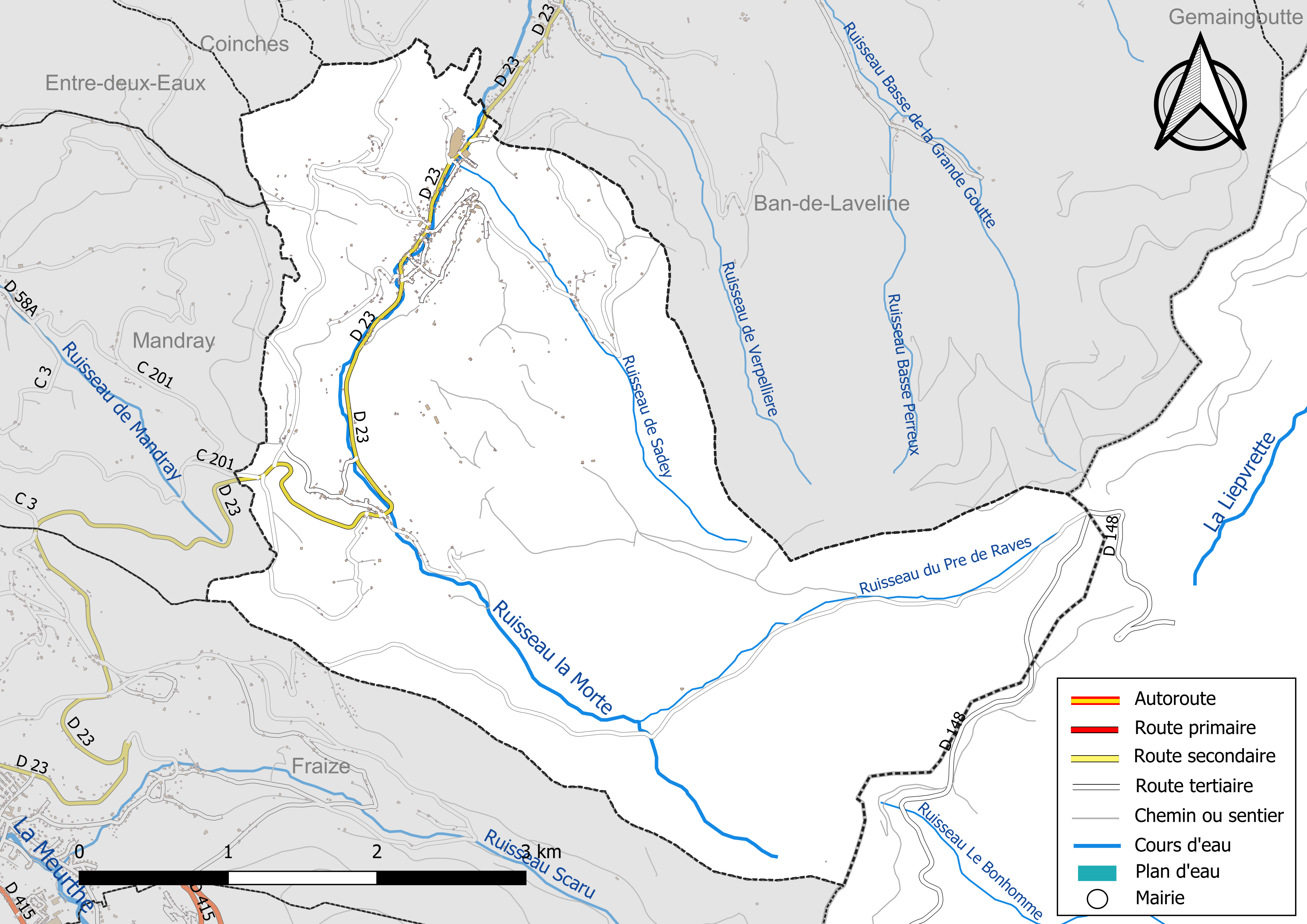
Réseaux hydrographique et routier de la Croix-aux-Mines.

La qualité des eaux de baignade et des cours d’eau peut être consultée sur un site dédié géré par les agences de l’eau et l’Agence française pour la biodiversité.

### Climat
Pour des articles plus généraux, voir Climat du Grand Est et Climat des Vosges.
En 2010, le climat de la commune est de type climat de montagne, selon une étude du Centre national de la recherche scientifique s'appuyant sur une série de données couvrant la période 1971-2000. En 2020, Météo-France publie une typologie des climats de la France métropolitaine dans laquelle la commune est exposée à un climat semi-continental et est dans la région climatique  Vosges, caractérisée par une pluviométrie très élevée (1 500 à 2 000 mm/an) en toutes saisons et un hiver rude (moins de 1 °C). 
Pour la période 1971-2000, la température annuelle moyenne est de 8,7 °C, avec une amplitude thermique annuelle de 16,6 °C. Le cumul annuel moyen de précipitations est de 1 489 mm, avec 13,2 jours de précipitations en janvier et 10,8 jours en juillet. Pour la période 1991-2020, la température moyenne annuelle observée sur la station météorologique de Météo-France la plus proche, « Ste Croix aux Mines », sur la commune de Sainte-Croix-aux-Mines à 14 km à vol d'oiseau, est de 10,8 °C et le cumul annuel moyen de précipitations est de 1 094,4 mm. 
La température maximale relevée sur cette station est de 39,8 °C, atteinte le 4 août 2022 ; la température minimale est de −18,2 °C, atteinte le 20 décembre 2009,,. 
Les paramètres climatiques de la commune ont été estimés pour le milieu du siècle (2041-2070) selon différents scénarios d'émission de gaz à effet de serre à partir des nouvelles projections climatiques de référence DRIAS-2020. Ils sont consultables sur un site dédié publié par Météo-France en novembre 2022.

## Urbanisme

### Typologie
Au 1er janvier 2024, La Croix-aux-Mines est catégorisée commune rurale à habitat dispersé, selon la nouvelle grille communale de densité à sept niveaux définie par l'Insee en 2022.
Elle appartient à l'unité urbaine de Ban-de-Laveline, une agglomération intra-départementale regroupant six  communes, dont elle est une commune de la banlieue,,. Par ailleurs la commune fait partie de l'aire d'attraction de Saint-Dié-des-Vosges, dont elle est une commune de la couronne,. Cette aire, qui regroupe 47 communes, est catégorisée dans les aires de 50 000 à moins de 200 000 habitants,.

### Occupation des sols
L'occupation des sols de la commune, telle qu'elle ressort de la base de données européenne d’occupation biophysique des sols Corine Land Cover (CLC), est marquée par l'importance des forêts et milieux semi-naturels (75,4 % en 2018), une proportion identique à celle de 1990 (75,4 %). La répartition détaillée en 2018 est la suivante : forêts (73,6 %), prairies (16,6 %), zones agricoles hétérogènes (5,9 %), zones urbanisées (2,2 %), milieux à végétation arbustive et/ou herbacée (1,7 %). L'évolution de l’occupation des sols de la commune et de ses infrastructures peut être observée sur les différentes représentations cartographiques du territoire : la carte de Cassini (XVIIIe siècle), la carte d'état-major (1820-1866) et les cartes ou photos aériennes de l'IGN pour la période actuelle (1950 à aujourd'hui).

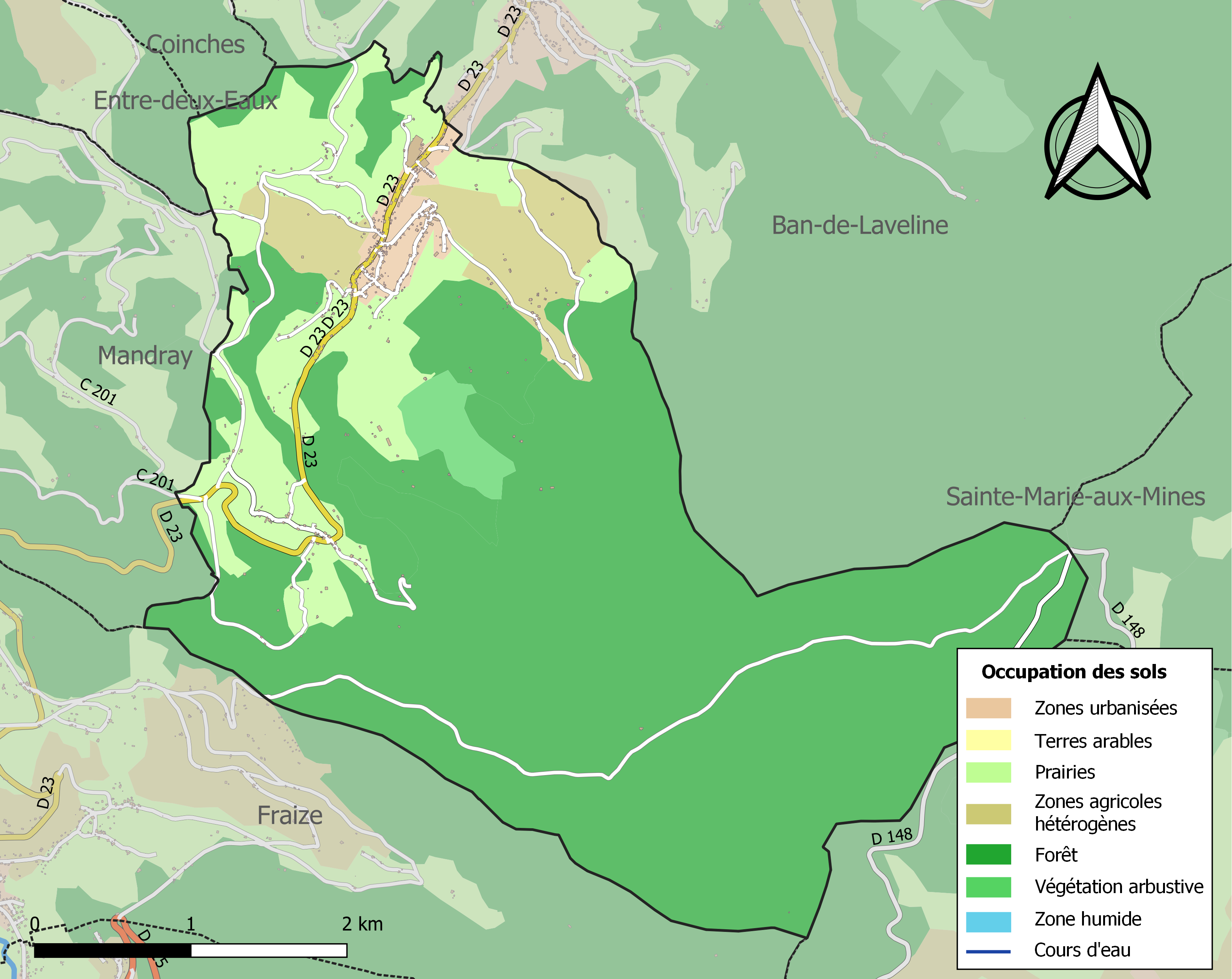
Carte des infrastructures et de l'occupation des sols de la commune en 2018 (CLC).

### Voies de communications et transports

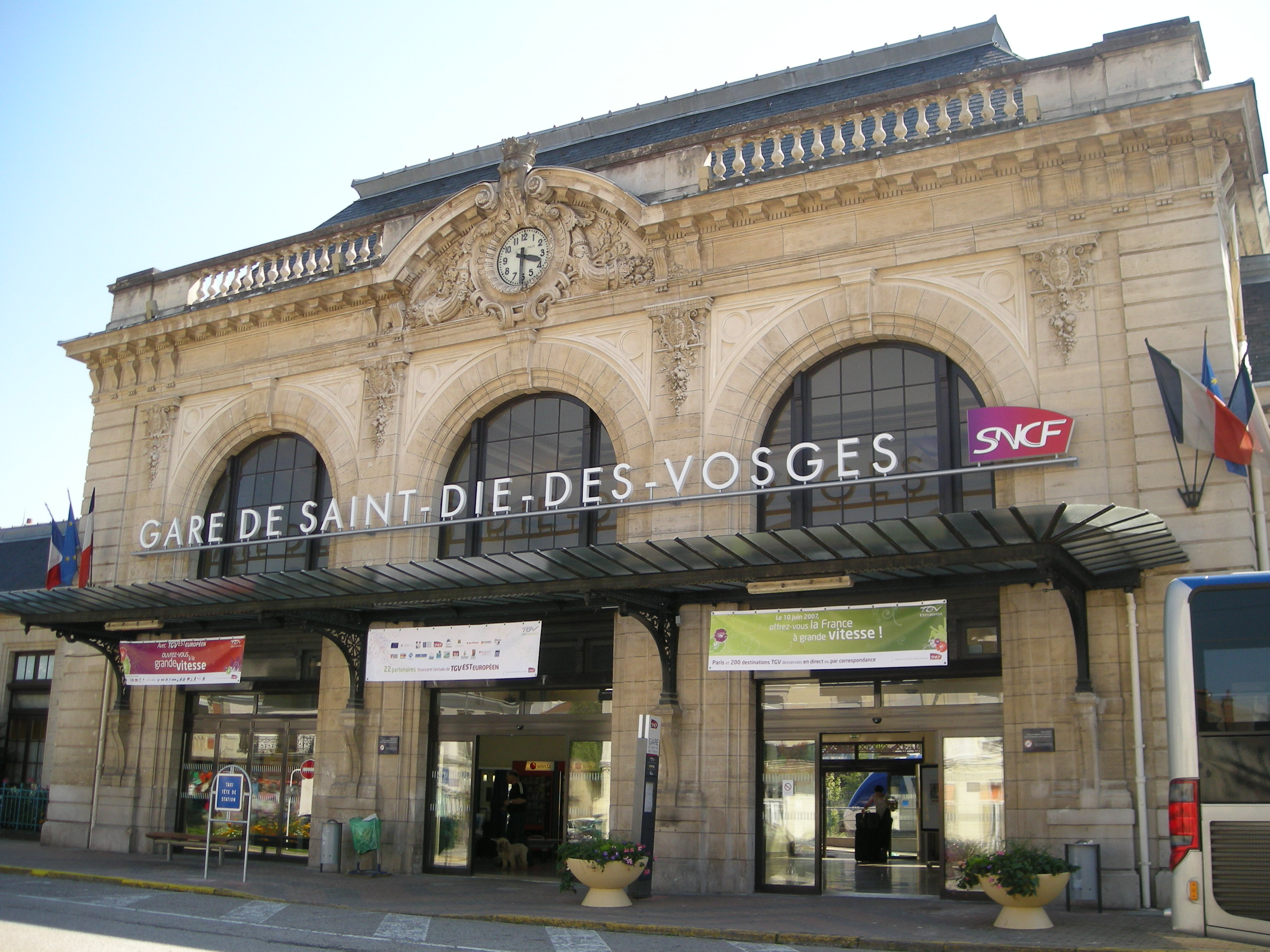
Gare de Saint-Dié-des-Vosges.

#### Voies routières
- D23 vers Ban-de-Laveline, Mandray, Fraize[18].

#### Transports en commun
- Fluo Grand Est.

#### Lignes SNCF
- Gare de Saint-Dié-des-Vosges.

## Toponymie
Le nom de la localité est attesté sous les formes La Croix (1471) ; La Croix aux Mines (1611) ; La Croix aux Mines (an II) ; Sadez aux Mines, cy devant la Croix aux Mines (an II) ; Sadé aux Mines, ci devant la Croix (an IV) ; La Croix aux Mines (an IV) ; Lacroix (an IX).

Au cours de la Révolution française, la commune porte le nom de Sadey-aux-Mines.

Puis trois  changements de nom de la Croix-aux-Mines ont été référencés : Sadey-aux-Mines  en 1789 ; La Croix en 1793 ; La Croix-aux-Mines en 1801.
De l'oïl croix.
Le déterminant -les-Mines au XVIIe siècle pour rendre hommage à l'activité minière qui a permis son essor. La Croix-aux-Mines, dans les années 1513, on trouve un important district minier produisant de l'argent.

L'église dédiée à saint Nicolas, patron de la Lorraine, devenu celui des mineurs de La Croix est connue sous le nom de « chapelle d'argent », son histoire étant étroitement liée à l'exploitation des mines d'argent dans la région.

## Histoire

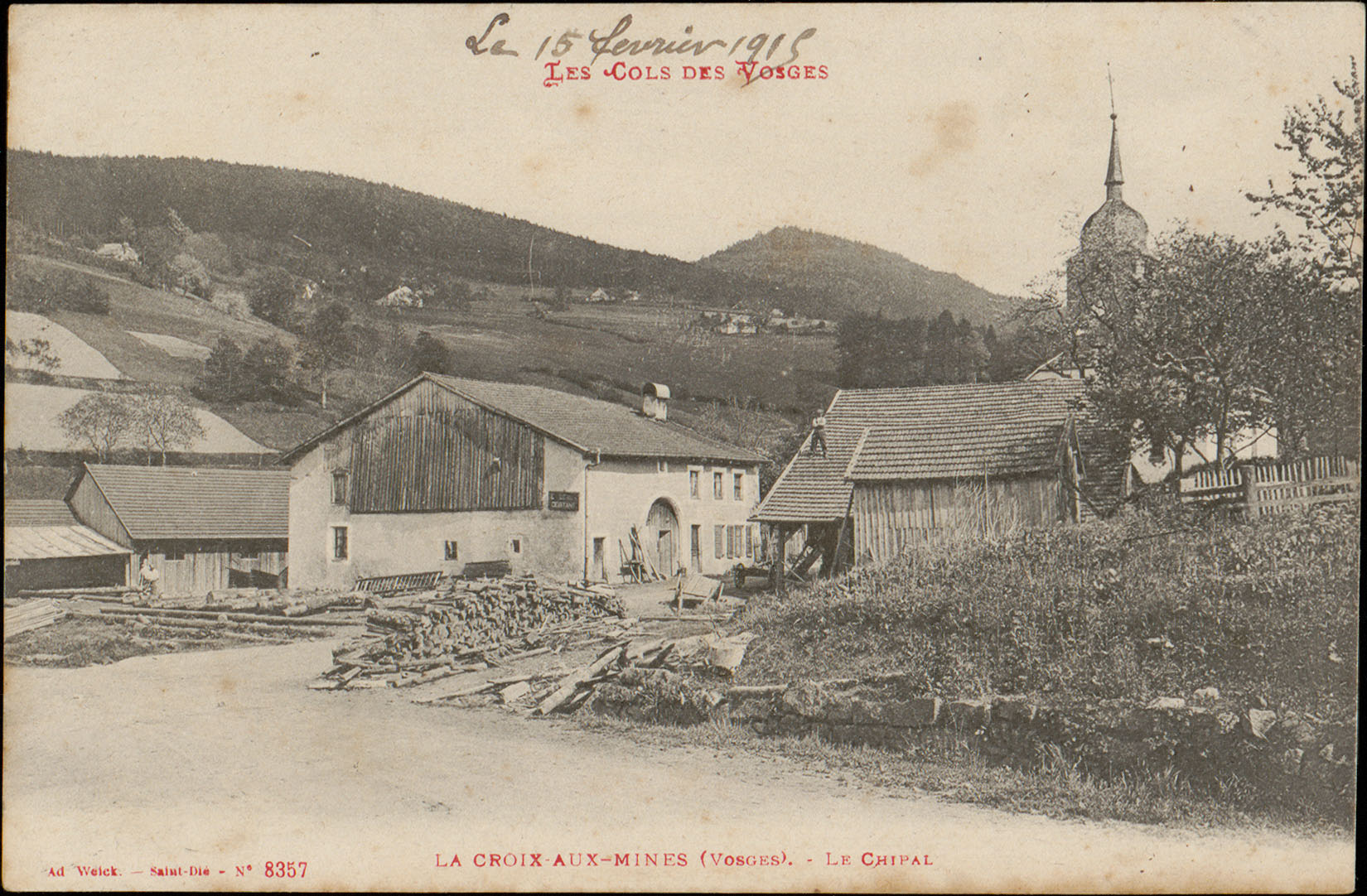
Carte postale de La Croix-aux-Mines, 15 février 1915 (fonds photographique Ad.Weick).

L'origine du village remonterait à l'arrivée de Déodat dans le Val de Galilée ; il n'y eut probablement qu'une cellule bâtie par un disciple du saint homme. Le village s'éleva vraisemblablement à proximité.
Les mines d'argent, de cuivre et de mercure ont été exploitées dès le Xe siècle au bénéfice des monastères de Moyenmoutier et de Saint-Dié. À partir du XIVe siècle, elles furent exploitées au seul bénéfice du duc de Lorraine. Les trois principales exploitations se nommaient Saint-Nicolas, Saint-Jean et Chipal.
Dans la seconde moitié du XVe siècle, ces mines sont prises à ferme par Johannes Lud de Pfaffenhoffen et le maréchal de Lorraine Oswald, comte de Thierstein. Johannes Lud reçoit l'office de justicier des mines. Il en tire profit. À sa mort en 1504, son frère le chanoine de Saint-Dié Vautrin Lud lui succède.
Les mines semblent avoir été laissées plus ou moins à l'abandon après 1670, les fermiers du roi n'y trouvant plus leur compte.
Leur fermeture définitive eut lieu en 1948.
La mairie de La Croix s'étendait en dehors des limites de la commune actuelle sur le territoire de Ban-de-Laveline : elle appartenait au bailliage de Saint-Dié. L'église, dédiée à saint Nicolas, était annexe de Laveline.
De 1790 à l'an IX, La Croix-aux-Mines a fait partie du canton de Laveline.

## Politique et administration

### Budget et fiscalité 2022

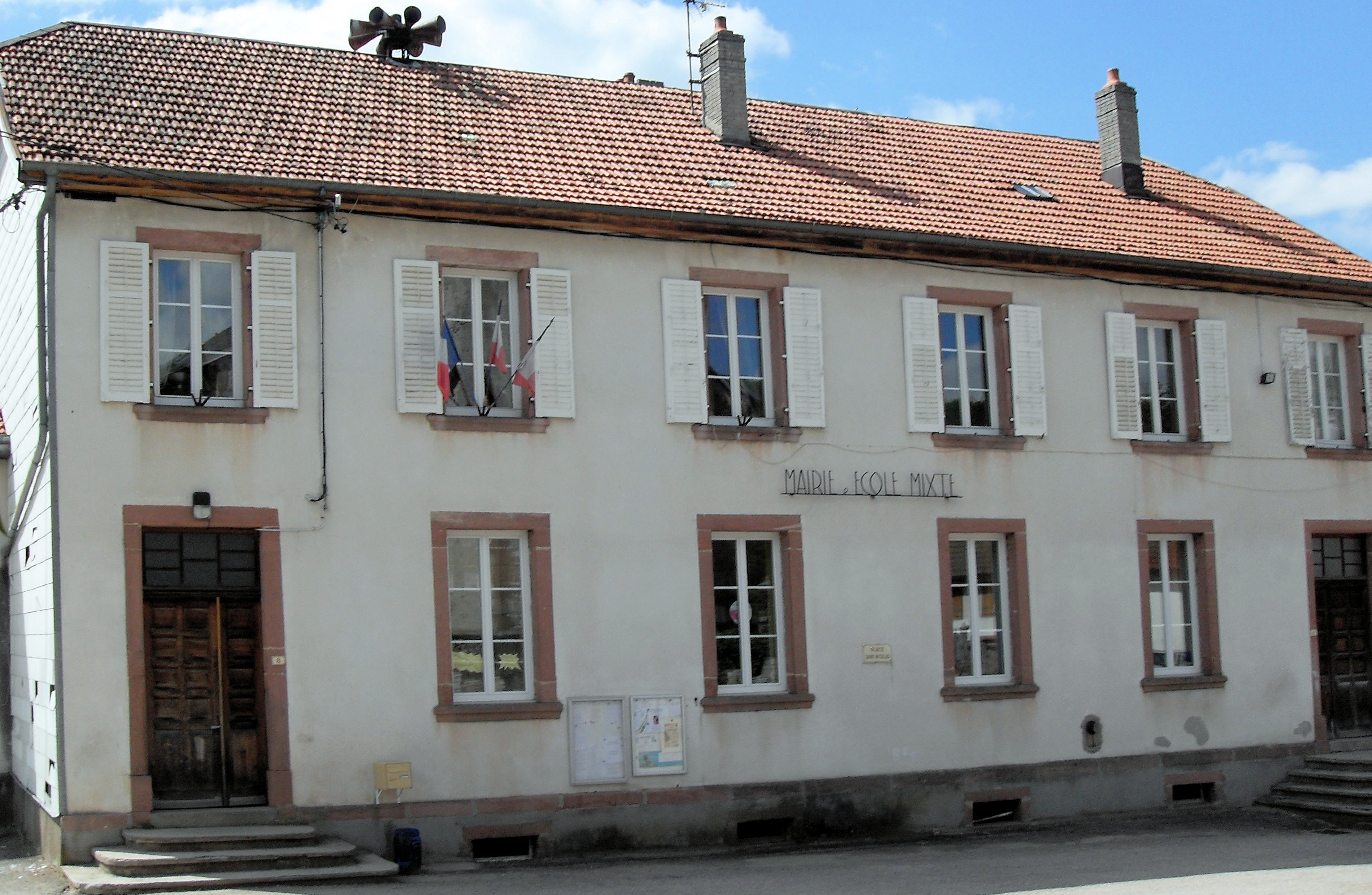
La mairie-école.

En 2022, le budget de la commune était constitué ainsi :
- total des produits de fonctionnement : 445 000 €, soit 900 € par habitant ;
- total des charges de fonctionnement : 357 000 €, soit 722 € par habitant ;
- total des ressources d'investissement : 225 000 €, soit 454 € par habitant ;
- total des emplois d'investissement : 83 000 €, soit 169 € par habitant ;
- endettement : 814 000 €, soit 1 645 € par habitant.

Avec les taux de fiscalité suivants :
- taxe d'habitation : 24,02 % ;
- taxe foncière sur les propriétés bâties : 34,73 % ;
- taxe foncière sur les propriétés non bâties : 29,64 % ;
- taxe additionnelle à la taxe foncière sur les propriétés non bâties : 0,00 % ;
- cotisation foncière des entreprises : 0,00 %.

Chiffres clés Revenus et pauvreté des ménages en 2021 : médiane en 2021 du revenu disponible, par unité de consommation : 20 930 €.

### Liste des maires
| Période                                  | Période                       | Identité                     | Étiquette | Qualité                 |
| ---------------------------------------- | ----------------------------- | ---------------------------- | --------- | ----------------------- |
| Les données manquantes sont à compléter. |                               |                              |           |                         |
| 1896                                     | mai 1908                      | Gustave Marchal              |           |                         |
| mai 1905                                 | juillet 1929                  | Lucien Clevenot (1867-1929)  |           | Décédé accidentellement |
| septembre 1929                           | mai 1935                      | Aimé Deparis                 |           |                         |
| mai 1935                                 | octobre 1945                  | Émile Marchal                |           |                         |
| octobre 1945                             | mars 1971                     | Joseph Fresse (1900-1977)    |           |                         |
| mars 1971                                | mars 1983                     | Louis Girold (1930-2008)     |           | Instituteur             |
| mars 1983                                | mars 2008                     | Claude Dieudonné (1936-2025) |           | Exploitant agricole     |
| mars 2008                                | En cours (au 18 février 2015) | Jean-Yves Auzène             |           |                         |

## Population et société

### Démographie

#### Évolution démographique
L'évolution du nombre d'habitants est connue à travers les recensements de la population effectués dans la commune depuis 1793. Pour les communes de moins de 10 000 habitants, une enquête de recensement portant sur toute la population est réalisée tous les cinq ans, les populations de référence des années intermédiaires étant quant à elles estimées par interpolation ou extrapolation. Pour la commune, le premier recensement exhaustif entrant dans le cadre du nouveau dispositif a été réalisé en 2005.

En 2022, la commune comptait 456 habitants, en évolution de −10,41 % par rapport à 2016 (Vosges : −2,96 %, France hors Mayotte : +2,11 %).
| 1793  | 1800  | 1806  | 1821  | 1831  | 1836  | 1841  | 1846  | 1856  |
| ----- | ----- | ----- | ----- | ----- | ----- | ----- | ----- | ----- |
| 1 260 | 1 126 | 1 290 | 1 272 | 1 562 | 1 530 | 1 649 | 1 691 | 1 556 |

| 1861  | 1866  | 1876  | 1881  | 1886  | 1891  | 1896  | 1901  | 1906  |
| ----- | ----- | ----- | ----- | ----- | ----- | ----- | ----- | ----- |
| 1 596 | 1 680 | 1 774 | 1 696 | 1 610 | 1 586 | 1 496 | 1 514 | 1 464 |

| 1911  | 1921  | 1926  | 1931  | 1936 | 1946 | 1954 | 1962 | 1968 |
| ----- | ----- | ----- | ----- | ---- | ---- | ---- | ---- | ---- |
| 1 420 | 1 047 | 1 105 | 1 012 | 970  | 864  | 765  | 726  | 696  |

| 1975 | 1982 | 1990 | 1999 | 2005 | 2006 | 2010 | 2015 | 2020 |
| ---- | ---- | ---- | ---- | ---- | ---- | ---- | ---- | ---- |
| 738  | 591  | 569  | 575  | 548  | 547  | 547  | 511  | 478  |

| 2022 | - | - | - | - | - | - | - | - |
| ---- | - | - | - | - | - | - | - | - |
| 456  | - | - | - | - | - | - | - | - |

### Enseignement
Établissements d'enseignements :
- Écoles maternelles et primaires à Ban-de-Laveline, Plainfaing, Mandray, Fraize, Le Bonhomme.
- Collèges à Fraize, Sainte-Marie-aux-Mines, Orbey, Saint-Dié-des-Vosges, Provenchères-et-Colroy.
- Lycées à Sainte-Marie-aux-Mines, Saint-Dié-des-Vosges.

### Santé
Professionnels et établissements de santé :
- Médecins à Ban-de-Laveline, Fraize, Plainfaing, Saulcy-sur-Meurthe, Anould.
- Pharmacies à Ban-de-Laveline, Fraize, Plainfaing, Anould, Sainte-Marie-aux-Mines.
- Hôpitaux à Fraize, Le Bonhomme, Sainte-Marie-aux-Mines.

### Cultes
- Culte catholique, Paroisse de La-Sainte-Trinité[32], Diocèse de Saint-Dié.

## Économie

### Entreprises et commerces
En 2019, la commune compte 30 % de résidences secondaires et logements occasionnels. Elle dénombre 3 entreprises en 2021.

#### Agriculture
- Agriculture.

La culture vinicole existait déjà sur le site de la Behouille à La Croix-aux-Mines (la Behouille était la hotte dans laquelle on transportait le raisin de la vigne à la cuve ou au pressoir), entre le XVIIIe et le XIXe siècles. Plusieurs Cruciminois ont voulu reconstituer ce patrimoine créant l'association « La Croix aux Vignes ».
- Culture de légumes, de melons, de racines et de tubercules.
- Culture de céréales, de légumineuses et de graines oléagineuses.
- Sylviculture et autres activités forestières.
- Élevage de vaches laitières.
- Élevage d'autres bovins et de buffles.

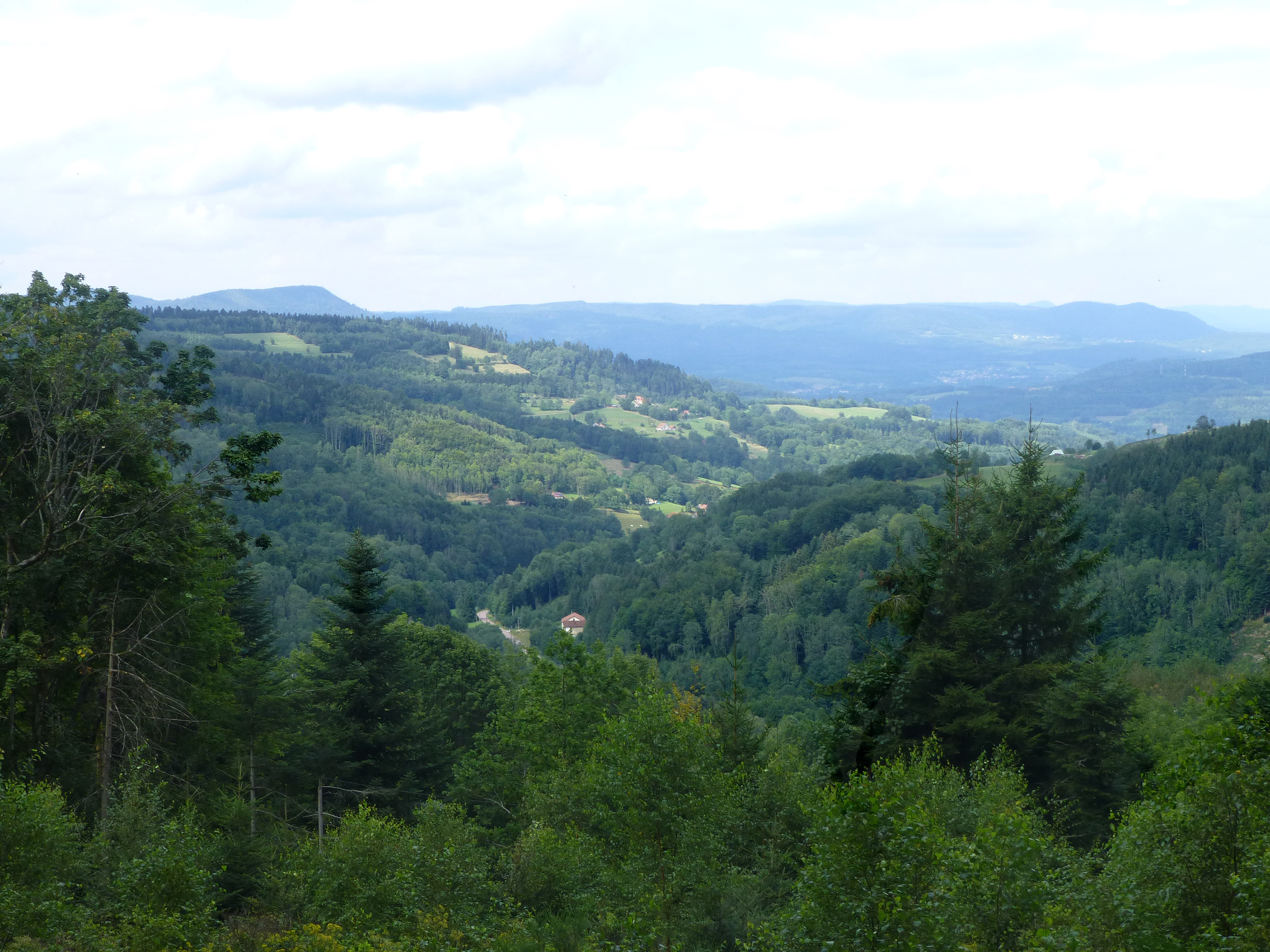
Paysage depuis les hauteurs du Chipal.

#### Tourisme
- La Croix-aux-Mines se trouve au sein d'un territoire avec des espaces naturels et des grandes étendues qui sont le lieu idéal de sports de pleine nature. La randonnée, le VTT ou les promenades équestres y sont plébiscités.
- Hébergements et restauration à La Croix-aux-Mines, Ban-de-Laveline, Fraize, Plainfaing, Remomeix.

#### Industrie et commerces
- Commerces et services de proximité.
- Schappe Techniques : filature qui emploie environ 120 personnes[36].

## Vie locale et patrimoine

### Lieux et monuments

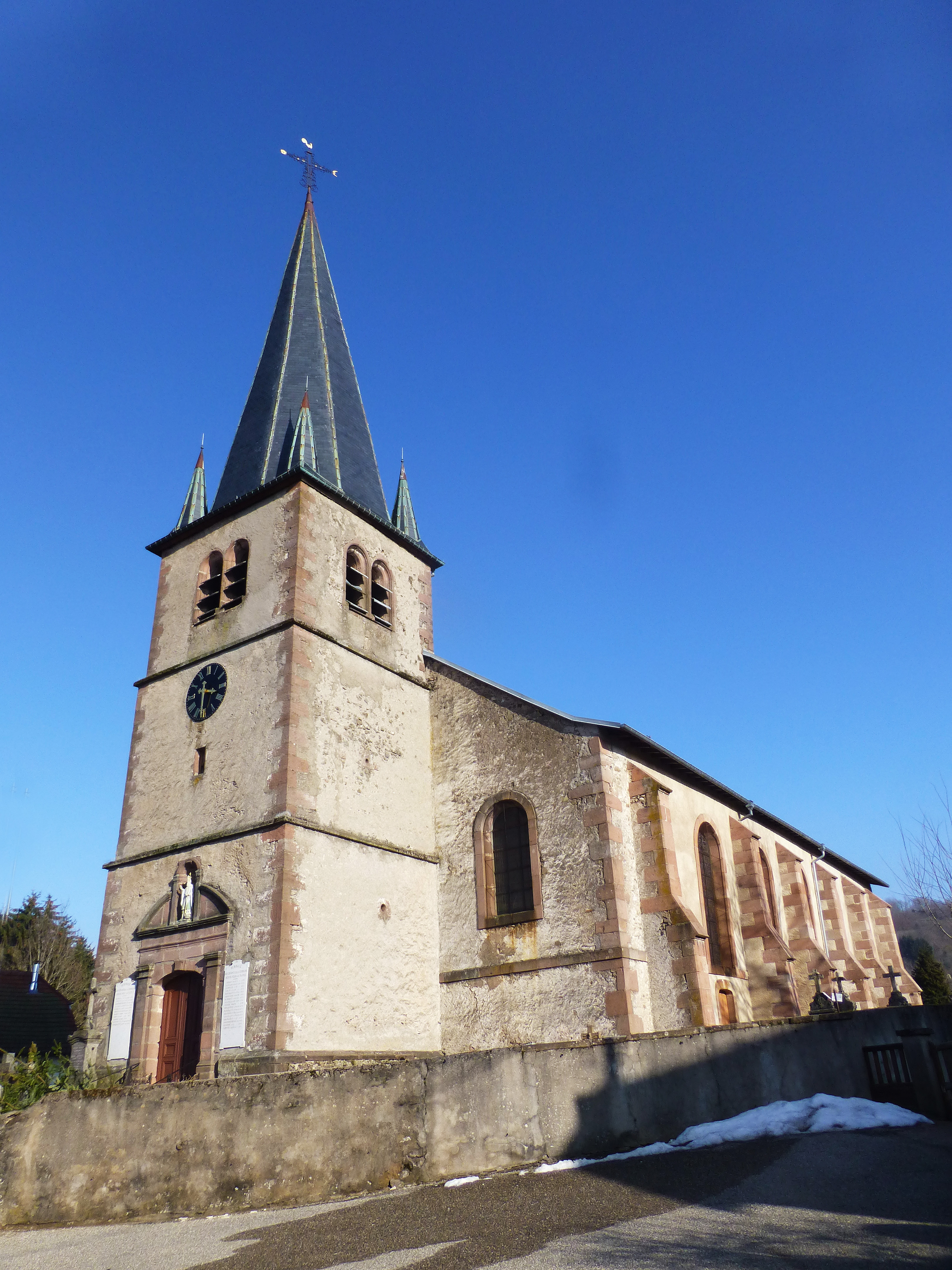
L'église Saint-Nicolas (1352).
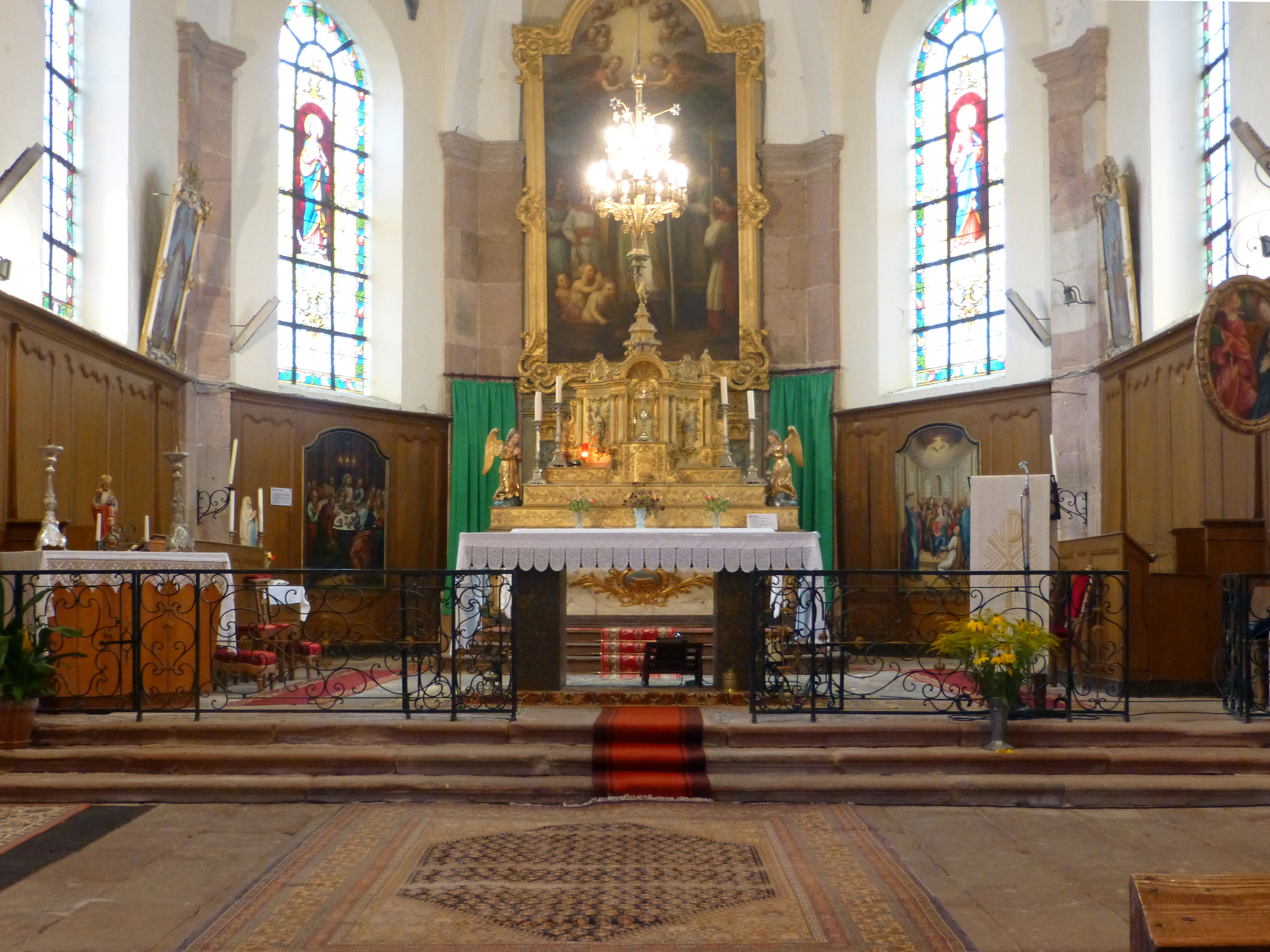
Clôture de choeur (grille de communion) de l'église Saint-Nicolas.
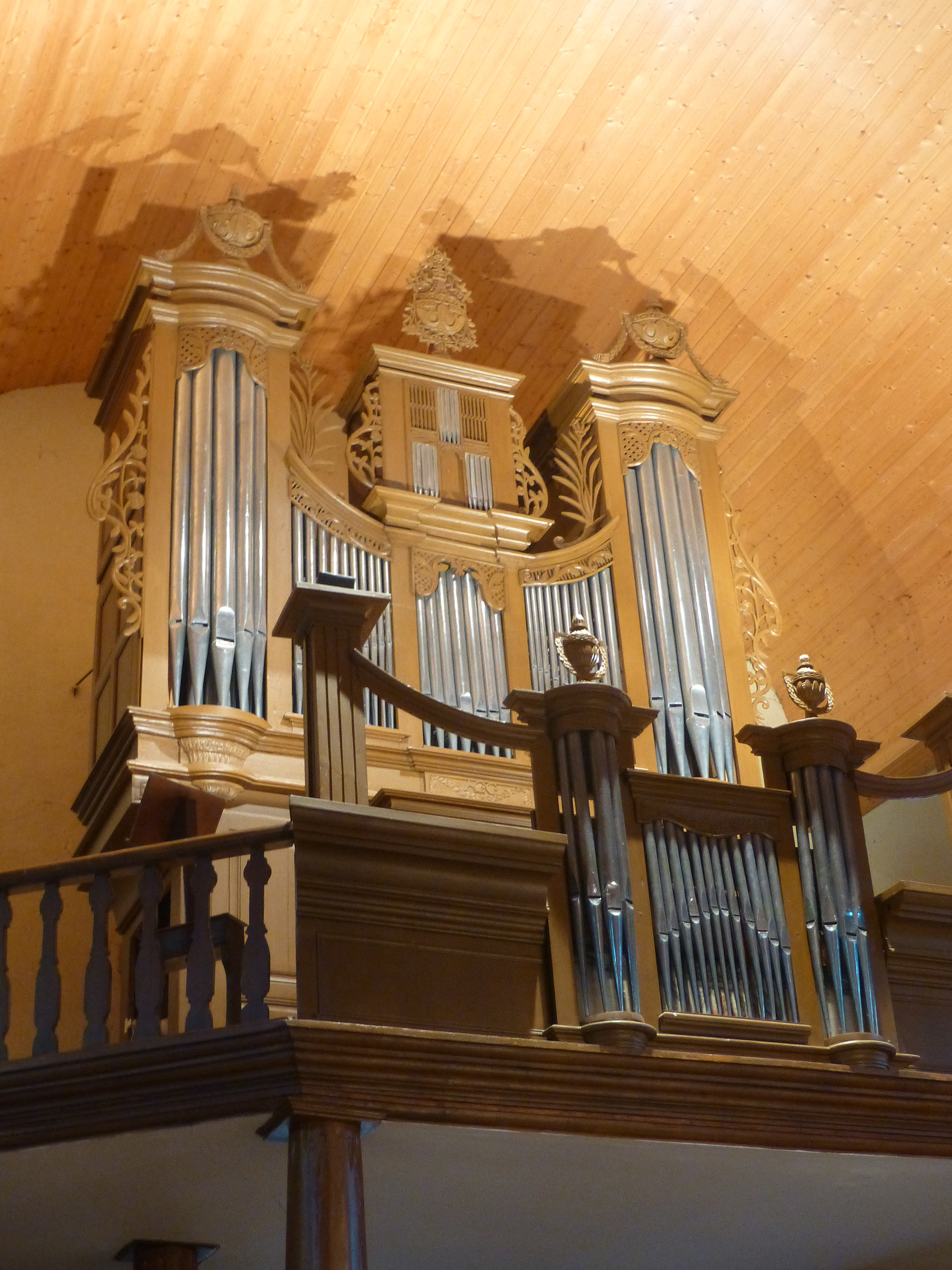
Orgue de l'église.
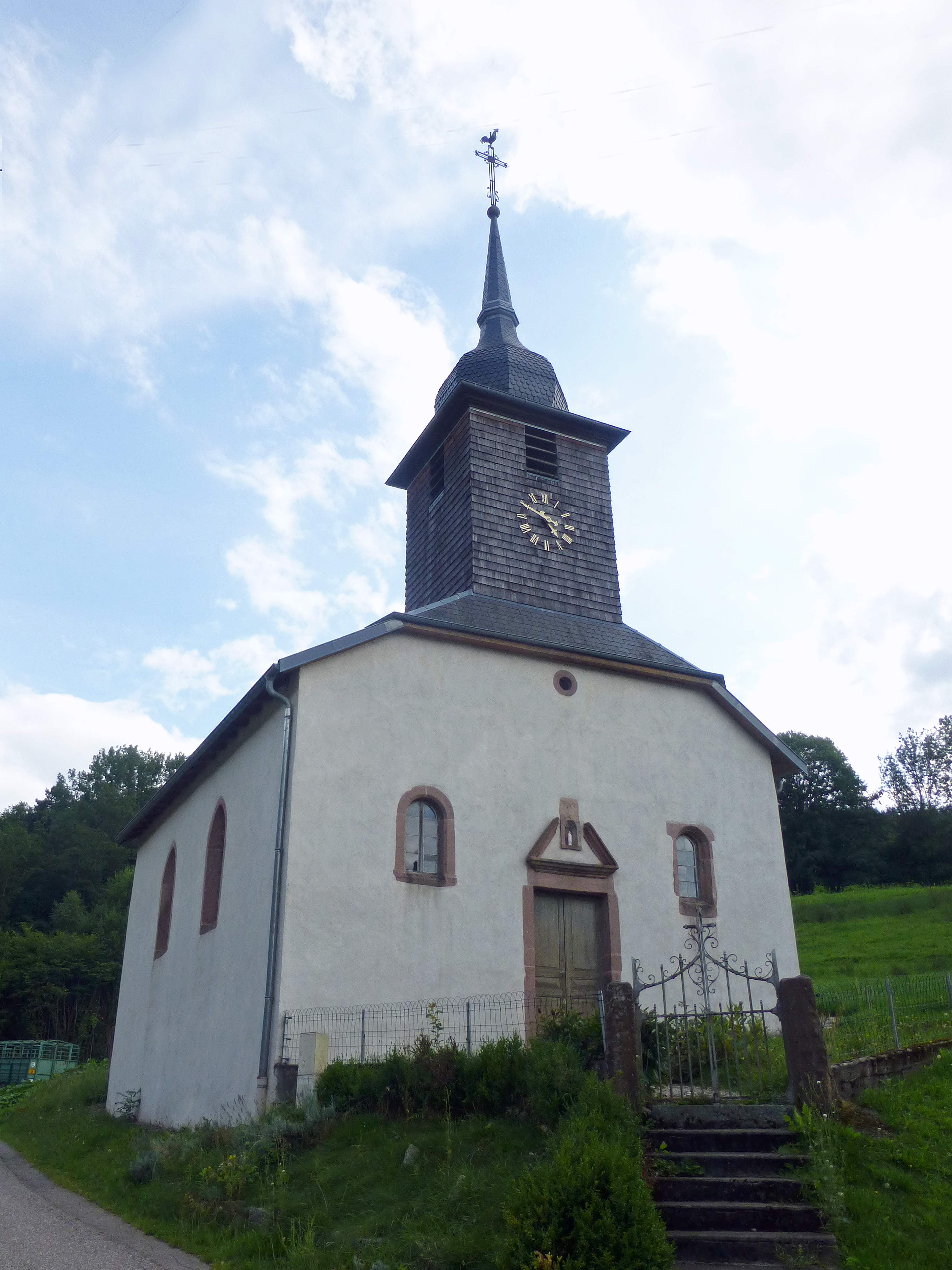
Chapelle Saint-Marc du Chipal.
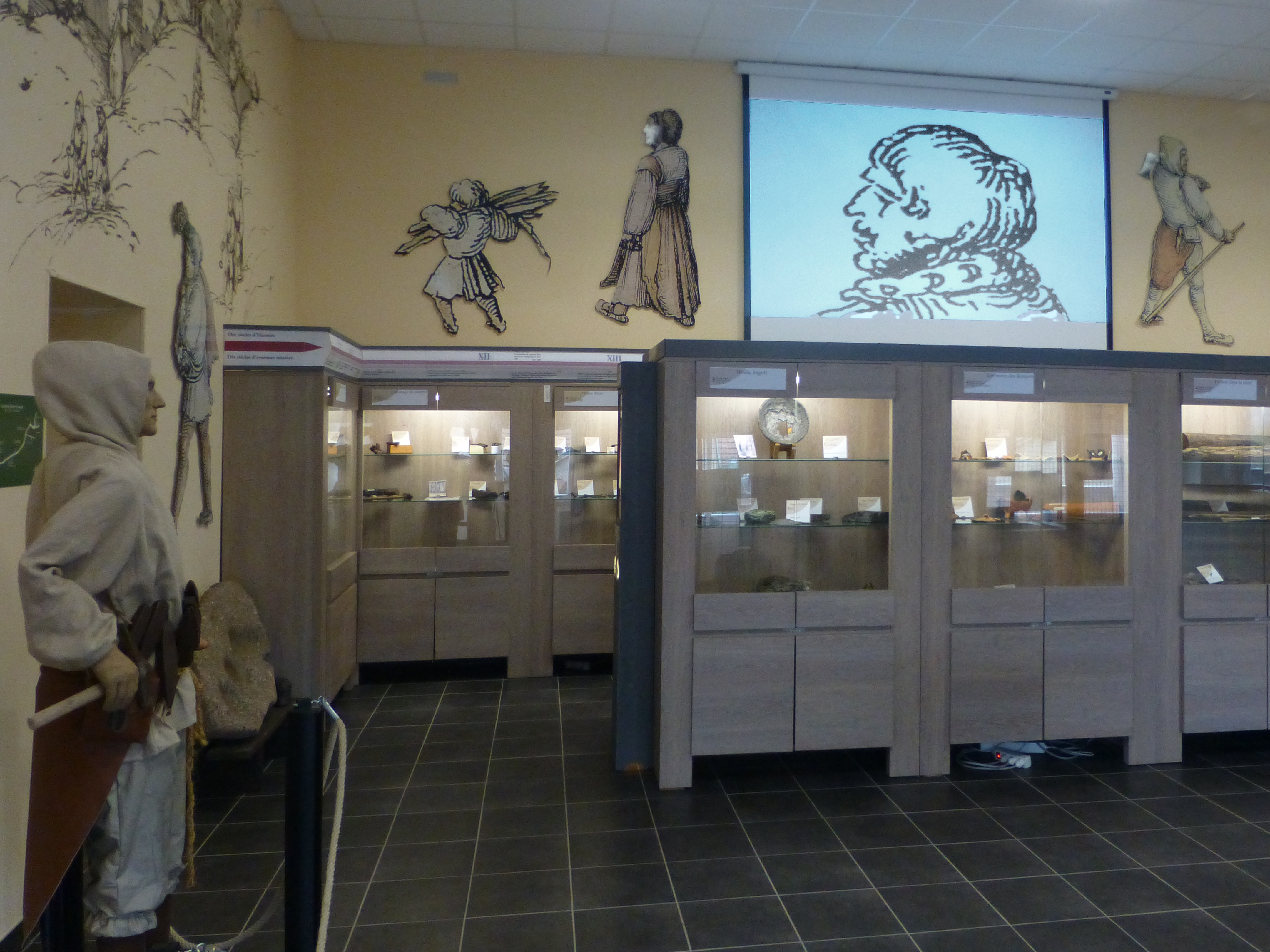
Vitrines du musée des anciennes mines d'argent.
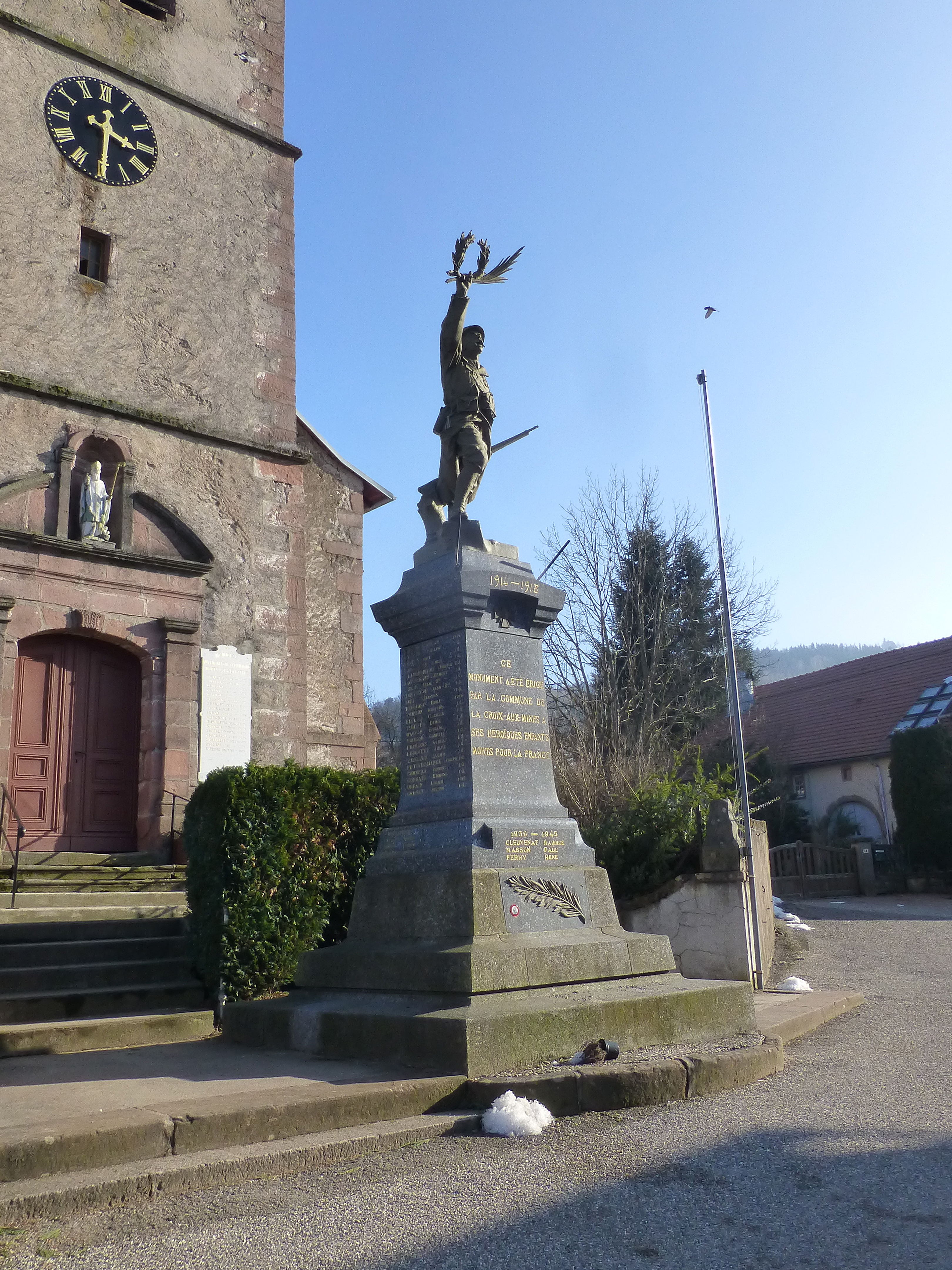
Monument 1914-1918 : Le Poilu victorieux.
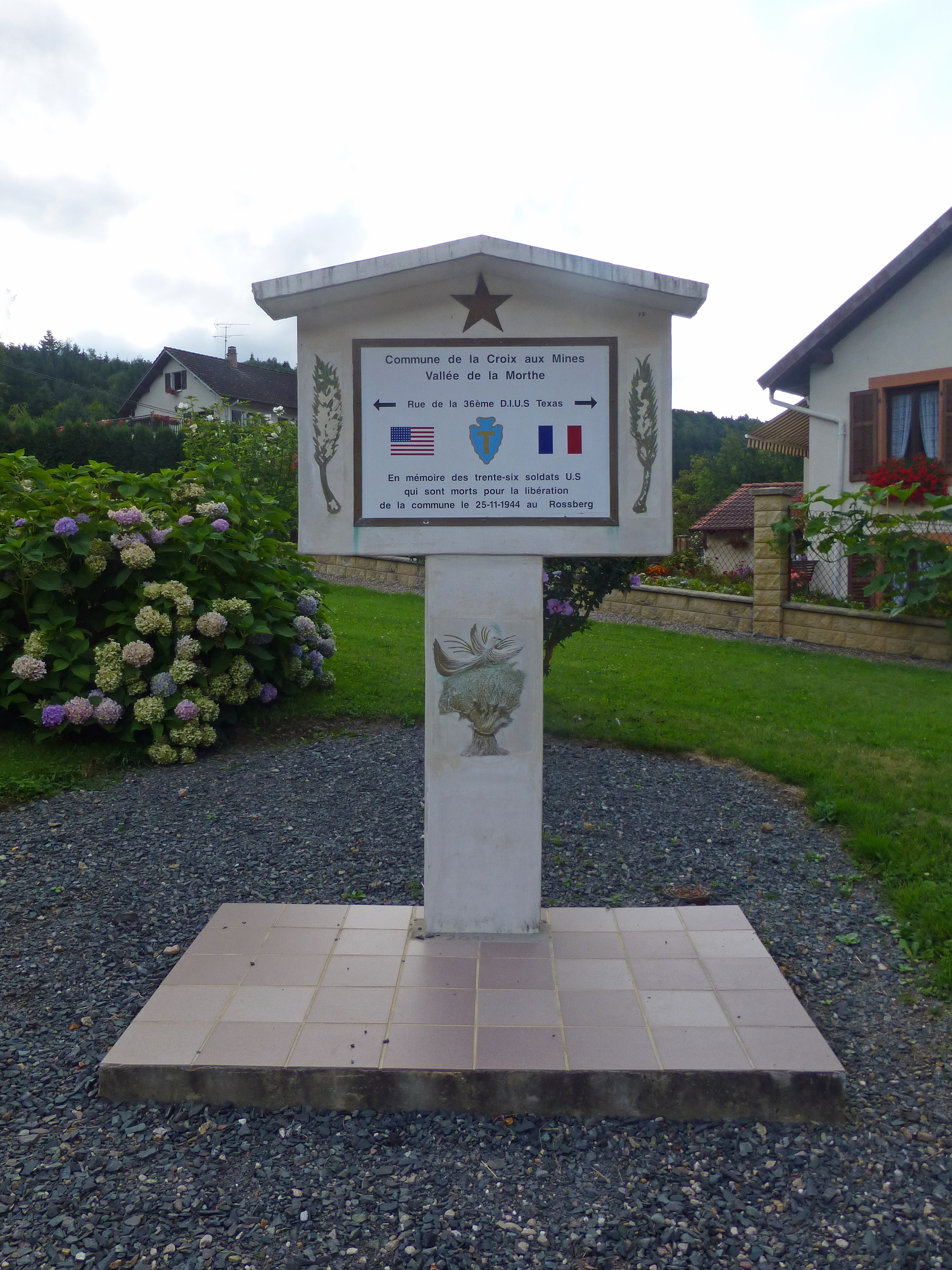
Mémorial américain.

- Église Saint-Nicolas, 
  - avec son grand orgue d'Augustin Chaxel, de 1824 (transformé par Jaquot-Jeanpierre)[37],[38],[39] et son orgue de chœur de Roethhinger, de 1965[40].
- Chapelle Saint-Marc du Chipal inscrite au titre des monuments historiques par arrêté du 5 avril 1993[41].
- Monuments commémoratifs[42],[43].

Stèle en souvenir de dix siècles d'histoire minière à la Croix-aux-Mines.
La commune a été décorée de la Croix de guerre 1914-1918 le 3 janvier 1921.
- Musée des mines d'argent.

"Histoire minière."

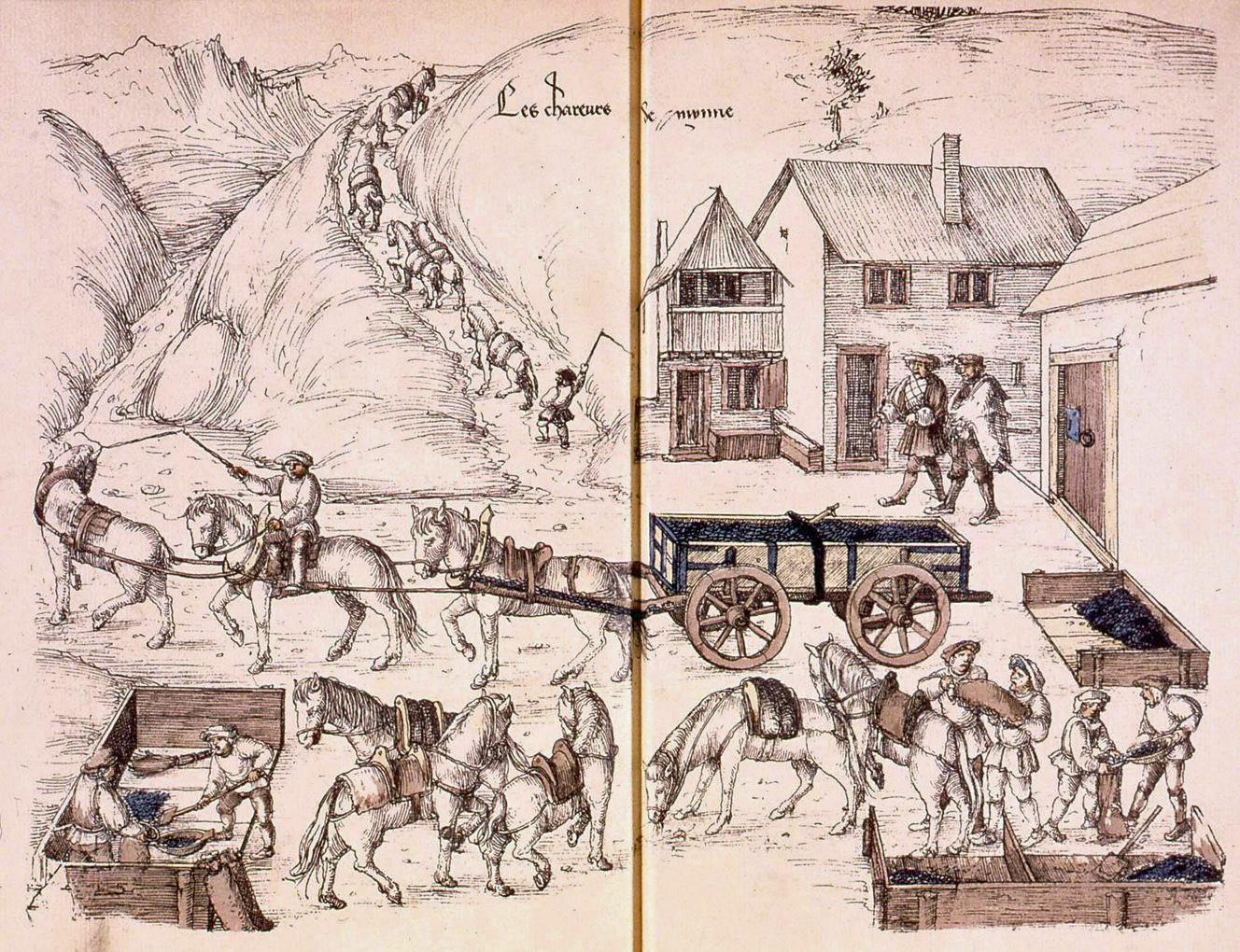
Transport du minerai.
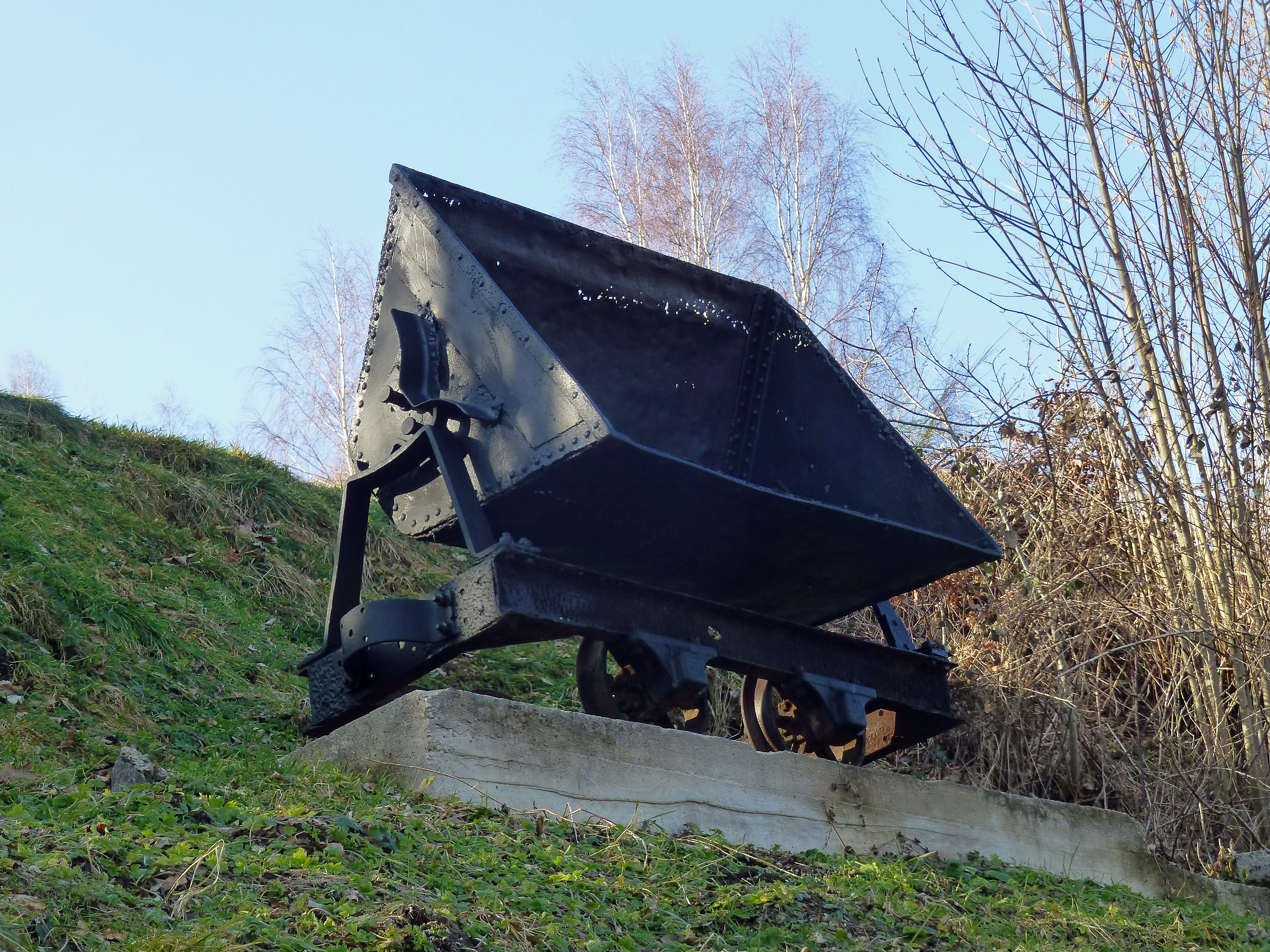
Berline.
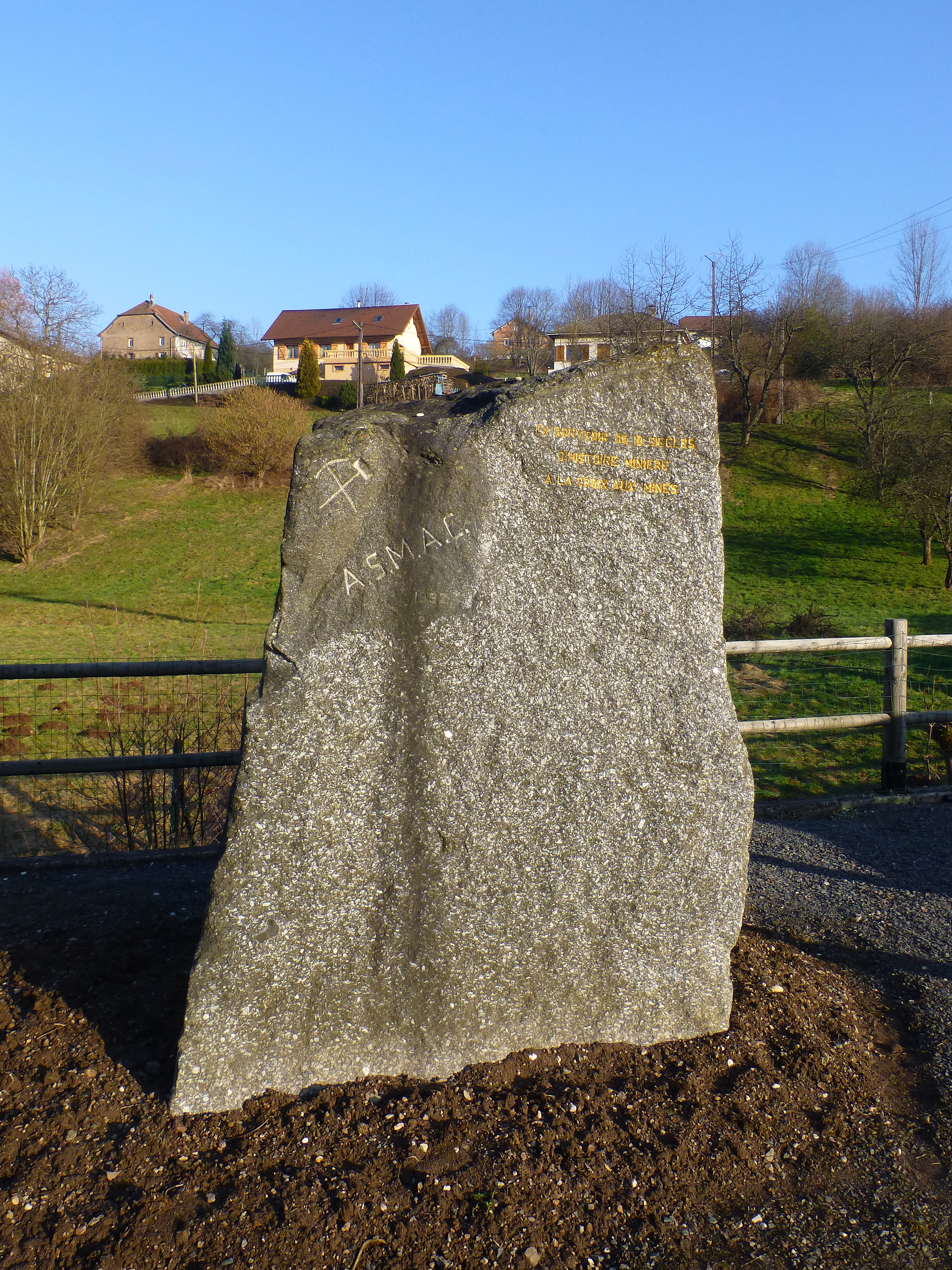
Stèle commémorative.
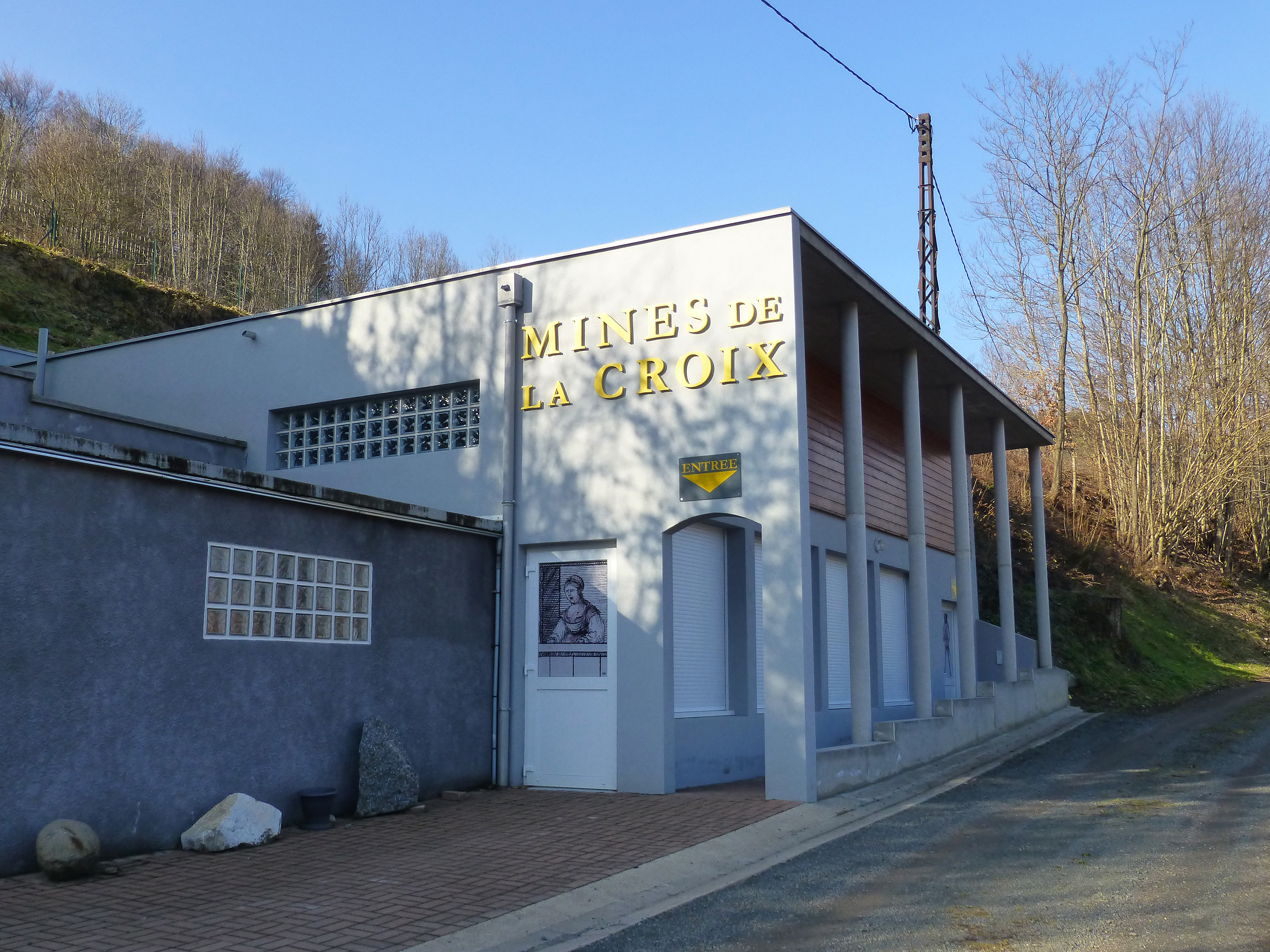
Musée des Mines de la Croix.

### Communication locale
La communication au sein de la commune de La Croix-aux-Mines se fait à travers deux média :
- La station Illiwap[45], gérée par la municipalité, pour les informations de la municipalité à destination des habitants.
- Le médium Le Lavelinois[46], présent sur les réseaux sociaux, pour les informations entre les habitants cruciminois et les intéressés.

### Personnalités liées à la commune
- Nathanaël Weiss (1845-1928), né à La Croix-aux-Mines, pasteur réformé et historien du protestantisme, secrétaire de la Société de l'histoire du protestantisme français.
- Lucien Alphonse Gonand, résistant[47].

### Héraldique
| Blason | Blasonnement : Coupé : au premier d'or à la bande de gueules chargée de trois alérions d'argent, au second d'argent aux deux pics de mineur de sable passés en sautoir. Commentaires : Comme son nom l'indique la commune était célèbre par ses mines, d'où les pics en sautoir. Connues dès le XIIe siècle, les mines d'argent ont connu une grande activité au XVIe siècle. Comme elles étaient la propriété des ducs de Lorraine, on retrouve les armes ducales en chef du blason communal. |

## Pour approfondir